# Val (Narón)
Val (llamada oficialmente Santa María a Maior do Val) es una parroquia española del municipio de Narón, en la provincia de La Coruña, Galicia.

## Entidades de población
Entidades de población que forman parte de la parroquia:
- Cabada-Penelas (A Cavada)
- Cimadavila (A Cima da Vila)
- Baltar
- Bardás
- Cádavo (O Cádavo)
- Canteiros (Os Canteiros)
- Carballedas (As Carballedas)
- Casal (O Casal)
- Codesal (O Codesal)
- Corbal (Corval)
- Cornide (Cornido)
- Filgueiras (As Filgueiras)
- Foxo (O Foxo)
- Grandal (O Grandal)
- Lobeiro (O Lobeiro)
- Modia (A Modia)
- Abelleiro (O Abelleiro)
- Crucero (O Cruceiro)
- Pico (O Pico do Vento)
- Outeiros (Os Outeiros)
- Viento (O Vento)
- Pedreira (A Pedreira)
- Pradedo
- Quintá
- Redondo (O Redondo)
- Río de Cortes (O Río de Cortes)
- Santa Margarita (Santa Margarida)
- Sinde
- Vilacornelle
- Vilar (O Vilar)
- Vilares (Os Vilares)
- Vilasuso
- O Castro
- As Chousas
- Ciobre
- A Espiñeira

## Despoblados
- Veiga
- Vilarquinte

## Demografía
| Gráfica de evolución demográfica de Val entre 2000 y 2018 |
|                                                           |
| Datos según el nomenclátor publicado por el INE.          |